# Nombre de Boltzmann
Ne doit pas être confondu avec Constante de Boltzmann.
Le nombre de Boltzmann est un nombre sans dimension qui mesure dans un écoulement gazeux le rapport de la norme du flux de chaleur par rayonnement à celle du flux cinétique pour les vitesses faibles.
Le flux cinétique est donné par
{\displaystyle \mathbf {q} =\rho \left(e+{\frac {V^{2}}{2}}\right)\mathbf {V} }
Les diverses quantités présentes dans cette expression caractérisent l'écoulement :
- {\displaystyle \rho } est la masse volumique,
- {\displaystyle e} l'énergie interne,
- {\displaystyle \mathbf {V} } la vitesse.

Dans le cas des faibles vitesses l'énergie cinétique est faible devant l'énergie interne et le nombre de Boltzmann s'écrit
{\displaystyle {\mathcal {Bo}}={\frac {\rho Ve}{q_{R}}}}
où {\displaystyle q_{R}} est la norme du flux radiatif.

## Référence
1. ↑  S. S. Penner et Daniel B. Olfe, Radiation and reentry, Academic Press, 1968